# Курников, Максим Владимирович
Макси́м Влади́мирович Ку́рников (род. 27 апреля 1984, Оренбург) — российский журналист и медиаменеджер. Бывший заместитель главного редактора радиостанции «Эхо Москвы». Ведущий редактор русскоязычной службы Bild. Руководитель интернет-издания «Эхо».

## Биография
Родился 27 апреля 1984 года в Оренбурге. Детство и ранние юношеские годы провёл в Казахстане, в городе Актобе.
Выпускник исторического факультета Оренбургского государственного педагогического университета, там же окончил аспирантуру, но диссертацию защищать не стал.
В студенческие годы Курников проходил двухмесячные армейские сборы в качестве военного психолога.
Больше 10 лет работал шеф-редактором «Эха Москвы» в Оренбурге и в Уфе. В 2018 году переехал в Москву, где получил должность заместителя главного редактора радиостанции, Алексея Венедиктова. После ухода Майкла Наки, стал соведущим Екатерины Шульман в программе «Статус».
Совместно с Александром Архангельским стал автором документального фильма «Голод» о голоде в Поволжье (1921—1922). 14 ноября 2022 года Минкультуры РФ отозвало прокатное удостоверение у фильма.
После закрытия в марте 2022 года «Эха Москвы» Курников переехал в Германию, где стал ведущим редактором русскоязычной службы Bild.
28 сентября 2022 года в прямом эфире телеканала «Дождь» Курников объявил о скором перезапуске «Эха Москвы» в формате интернет-издания под названием «Эхо», руководителем которого он является.